# Mistrzostwa Polski w Boksie 1994
65. Mistrzostwa Polski w boksie mężczyzn odbyły się w dniach 12-15 maja 1994 roku w Katowicach.

## Medaliści
| Kategoria:                        | Złoto:                                 | Srebro:                               | Brąz:                                                                         |
| waga papierowa (do 48 kg)         | Andrzej Rżany (Gwardia Wrocław)        | Rafał Niedbalski (Olimpia Poznań)     | Dariusz Olewiński (Hetman Białystok) Jarosław Zajączkowski (Polonia Świdnica) |
| waga musza (do 51 kg)             | Bogdan Jendrysik (Walka Zabrze)        | Juliusz Sobczak (KS Jastrzębie)       | Krzysztof Flakiewicz (Sokół Piła) Jarosław Kuczyński (Sokół Piła)             |
| waga kogucia (do 54 kg)           | Jerzy Struzik (Victoria Jaworzno)      | Robert Ciba (Olimpia Poznań)          | Mariusz Cieślak (Gwardia Wrocław) Stanisław Mazur (Gwardia Wrocław)           |
| waga piórkowa (do 57 kg)          | Jacek Gwizdała (KS Jastrzębie)         | Maciej Zegan (Gwardia Wrocław)        | Aleksander Nycz (Polonia Świdnica) Rafał Sikora (Concordia Knurów)            |
| waga lekka (do 60 kg)             | Jarosław Brzozowiec (Gwardia Warszawa) | Piotr Borkowski (Concordia Knurów)    | Rafał Chrapek (Victoria Jaworzno) Andrzej Melion (Hetman Białystok)           |
| waga lekkopółśrednia (do 63,5 kg) | Grzegorz Apoń (Hetman Białystok)       | Andrzej Puk (Walka Zabrze)            | Piotr Poteracki (Gwardia Warszawa) Bogdan Więcek (Walka Zabrze)               |
| waga półśrednia (do 67 kg)        | Wiesław Małyszko (KS Jastrzębie)       | Tomasz Zaborowski (Gwardia Warszawa)  | Adam Kaczmarek (06 Kleofas Katowice) Marek Pawłuszek (Gwardia Wrocław)        |
| waga lekkośrednia (do 71 kg)      | Józef Gilewski (Concordia Knurów)      | Paweł Matuszewski (Zawisza Bydgoszcz) | Paweł Kakietek (Gwardia Warszawa) Tomasz Zabrocki (Kościerzyna)               |
| waga średnia (do 75 kg)           | Tomasz Borowski (Gwardia Warszawa)     | Piotr Treczyński (Polonia Świdnica)   | Sebastian Cichosz (KS Jastrzębie) Robert Gortat (Victoria Jaworzno)           |
| waga półciężka (do 81 kg)         | Janusz Roter (Victoria Jaworzno)       | Mirosław Kuntusz (Polonia Świdnica)   | Robert Buda (Gwardia Wrocław) Zbigniew Górecki (KS Jastrzębie)                |
| waga ciężka (do 91 kg)            | Wojciech Bartnik (Gwardia Wrocław)     | Marek Gruszecki (06 Kleofas Katowice) | Mirosław Czerniak (KS Jastrzębie) Wojciech Nowiński (Zagłębie Konin)          |
| waga superciężka (powyżej 91 kg)  | Henryk Zatyka (Walka Zabrze)           | Tomasz Bonin (Wisła Tczew)            | Krzysztof Rojek (Victoria Jaworzno) Bogdan Wieczorek (KSZO Ostrowiec)         |